# Louis de Savoie-Nemours
Pour les articles homonymes, voir Louis de Savoie.
Louis de Savoie-Nemours, né en 1620, mort le 16 septembre 1641, est un duc de Genève, de Nemours et d'Aumale de la première partie du XVIIe siècle.

## Biographie
Louis de Savoie-Nemours naît en 1620. Il est le fils d'Henri Ier de Savoie, duc de Genève et de Nemours, cinquième duc d'Aumale, et d'Anne de Lorraine, duchesse d'Aumale (mariée à 1618). À la mort de son père, en 1632, il devient duc de Nemours, sixième duc d'Aumale et pair de France.
Sans alliance et encore jeune, il meurt le 16 septembre 1641. Son frère Charles-Amédée de Savoie-Nemours lui succède.